# 노래를 찾는 사람들 2
《노래를 찾는 사람들 2》는 노래를 찾는 사람들의 두 번째 음반이며, 수록곡 모두 노래모임 '새벽'의 구성원들이 작곡한 곡이다.

## 수록곡
| #  | 제목                      | 작사·작곡      | 노래      | 재생 시간 |
| -- | ------------------------- | -------------- | --------- | --------- |
| 1. | 〈솔아 솔아 푸르른 솔아〉 | 안치환, 박영근 | 안치환    | 2:57      |
| 2. | 〈광야에서〉              | 문대현, 안치환 | 안치환    | 3:40      |
| 3. | 〈사계〉                  | 문승현         | 안치환    | 2:04      |
| 4. | 〈마른잎 다시 살아나〉    | 안치환         | 안치환    | 3:55      |
| 5. | 〈그날이 오면〉           | 문승현         | 전체 합창 | 4:10      |

| #  | 제목                 | 작사·작곡 | 노래   | 재생 시간 |
| -- | -------------------- | --------- | ------ | --------- |
| 1. | 〈저 평등의 땅에〉   | 류형수    | 권진원 | 4:46      |
| 2. | 〈이 산하에〉        | 문승현    | 안치환 | 4:21      |
| 3. | 〈오월의 노래〉      | 문승현    | 안치환 | 3:42      |
| 4. | 〈잠들지 않는 남도〉 | 안치환    | 안치환 | 5:52      |

## 만든 사람
- 기획, 제작: 노래를 찾는 사람들
- 녹음: 송형헌(서울스튜디오)
- 연주: 조성오, 이형복, 배영길, 박기영, 안치환
- 편곡: 나동민
- 디자인: 이효숙, 정혜정
- 보컬: 강일철, 김삼연, 신현중, 안치환, 최병선, 경미진, 권진원, 모희라, 박혜정, 최문정